# EuroBrun ER188
EuroBrun ER188 — гоночный автомобиль Формулы-1 команды EuroBrun, разработанный и построенный для участия в чемпионате 1988 года. Автомобиль был разработан Марио Толентино и оснащался безнаддувным двигателем Cosworth DFZ. Было выпущено три шасси ER188.

## История
Несмотря на солидное, хотя и не впечатляющее начало сезона, EuroBrun испытывал трудности из-за того, что деньги заканчивались. Были внутренние проблемы, когда в мае 1988 года Брун безуспешно пытался заменить Ларраури немецким гонщиком Кристианом Даннером. Оказалось, что немецкий водитель был слишком высок для несущего кузова ER188. Поскольку у команды не было денег на какую-либо модификацию, она оставила Ларраури во второй машине до конца сезона, к большому неудовольствию большинства других гонщиков, поскольку аргентинец приобрел нежелательную репутацию медленного и трудно обгоняемого, особенно когда его обгоняют, как это часто случалось с EuroBruns.
В первых восьми гонках Ларраури промазал только дважды, и Модена квалифицировалась бы для них всех, если бы не две дисквалификации за пропуск взвешивания на тренировке в Монако и слишком высокое заднее антикрыло в Мексике. Старты не превратились в финиши из-за отказов двигателя, проблем со сцеплением и коробкой передач и даже разряженного аккумулятора, а это означало, что 11-е место Модены на Гран-при Венгрии будет лучшим результатом для машины.
В конце сезона в декабре команда представила ER188 для Фабрицио Барбацца в гонке Formula One Indoor Trophy 1988 года на автосалоне в Болонье. Барбацца был нокаутирован в первом раунде Минарди Луиса Переса-Сала.
Для сезона Формулы-1 1989 года автомобиль был обновлен до спецификации ER188B и использовал двигатель Judd CV V8 и шины Pirelli. Команда представила всего одну машину для новичка Грегора Фойтека.
Фойтек смог пройти предварительную квалификацию в пятницу только один раз, на первой гонке в Бразилии, но ему не удалось пройти квалификацию на гонку.
Замена ER189, разработанная Джорджем Райтоном, была представлена на Гран-при Германии.

## Результаты выступлений в гонках
| Год  | Шасси  | Двигатель                  | Шины | Пилоты   | 1    | 2    | 3    | 4    | 5    | 6    | 7    | 8    | 9    | 10   | 11   | 12   | 13   | 14   | 15  | 16   | Место | Очки |
| ---- | ------ | -------------------------- | ---- | -------- | ---- | ---- | ---- | ---- | ---- | ---- | ---- | ---- | ---- | ---- | ---- | ---- | ---- | ---- | --- | ---- | ----- | ---- |
| 1988 | ER188  | Ford Cosworth DFZ, V8, 3,5 | G    |          | БРА  | САН  | МОН  | МЕК  | КАН  | ДЕТ  | ФРА  | ВЕЛ  | ГЕР  | ВЕН  | БЕЛ  | ИТА  | ПОР  | ИСП  | ЯПО | АВС  | НКЛ   | 0    |
| 1988 | ER188  | Ford Cosworth DFZ, V8, 3,5 | G    | Ларраури | НС   | НКВ  | Сход | 13   | Сход | Сход | Сход | НКВ  | 16   | НКВ  | НПКВ | НПКВ | НПКВ | НКВ  | НКВ | Сход | НКЛ   | 0    |
| 1988 | ER188  | Ford Cosworth DFZ, V8, 3,5 | G    | Модена   | Сход | НКЛ  | ИСК  | ИСК  | 12   | Сход | 14   | 12   | Сход | 11   | НКВ  | НКВ  | НКВ  | 13   | НКВ | Сход | НКЛ   | 0    |
| 1989 | ER188B | Judd CV V8, 3,5            | P    |          | БРА  | САН  | МОН  | МЕК  | США  | КАН  | ФРА  | ВЕЛ  | ГЕР  | ВЕН  | БЕЛ  | ИТА  | ПОР  | ИСП  | ЯПО | АВС  | НКЛ   | 0    |
| 1989 | ER188B | Judd CV V8, 3,5            | P    | Фойтек   | НКВ  | НПКВ | НПКВ | НПКВ | НПКВ | НПКВ | НПКВ | НПКВ | НПКВ | НПКВ | НПКВ |      |      |      |     |      | НКЛ   | 0    |
| 1989 | ER188B | Judd CV V8, 3,5            | P    | Ларраури |      |      |      |      |      |      |      |      |      |      |      | НПКВ | НПКВ | НПКВ |     |      | НКЛ   | 0    |

| Легенда к таблице |                                                                    |
| --- | ------------------------------------------------------------------ |
| В таблице перечислены результаты всех Гран-при Формулы-1, в которых использовался автомобиль. Строками таблицы являются сезоны, столбцами — этапы чемпионата мира. В каждой клетке указаны сокращённое название этапа и результат, дополнительно обозначенный цветом. Расшифровка обозначений и цветов представлена в нижеследующей таблице. |                                                                    |
| \| Пример \| Описание \| \| ------------ \| ------------------------------------------------------------------ \| \| 1 \| Победитель \| \| 2 \| Второе место \| \| 3 \| Третье место \| \| 5 \| Финишировал, заработав очки \| \| Сход \| Не финишировал, но при этом заработал очки \| \| 12 \| Финишировал, не получив очков \| \| НКЛ \| Финишировал, но не попал в финальную классификацию \| \| 15 \| Участвовал вне зачёта, либо по отдельной классификации \| \| 18 \| Не финишировал, но попал в финальную классификацию \| \| Сход \| Не финишировал \| \| НКВ \| Не прошёл квалификацию \| \| НПКВ \| Не прошёл предквалификацию \| \| ДСК \| Дисквалифицирован \| \| ИСК \| Исключён из протокола соревнований \| \| ТТ \| Заявлен для участия только в тренировках \| \| НС \| Участвовал в квалификации, но не стартовал в гонке \| \| Т \| Травмирован или болен \| \| ОТК \| Отказ от участия \| \| НТР \| Прибыл на соревнования, но на трассу не выезжал \| \| НПР \| Был заявлен в числе участников, но не прибыл к началу соревнований \| \| О \| Соревнования отменены \| \| \| Не участвовал \| \| Поул-позиция \| \| \| Быстрый круг \| \| |                                                                    |
| Пример | Описание                                                           |
| 1 | Победитель                                                         |
| 2 | Второе место                                                       |
| 3 | Третье место                                                       |
| 5 | Финишировал, заработав очки                                        |
| Сход | Не финишировал, но при этом заработал очки                         |
| 12 | Финишировал, не получив очков                                      |
| НКЛ | Финишировал, но не попал в финальную классификацию                 |
| 15 | Участвовал вне зачёта, либо по отдельной классификации             |
| 18 | Не финишировал, но попал в финальную классификацию                 |
| Сход | Не финишировал                                                     |
| НКВ | Не прошёл квалификацию                                             |
| НПКВ | Не прошёл предквалификацию                                         |
| ДСК | Дисквалифицирован                                                  |
| ИСК | Исключён из протокола соревнований                                 |
| ТТ | Заявлен для участия только в тренировках                           |
| НС | Участвовал в квалификации, но не стартовал в гонке                 |
| Т | Травмирован или болен                                              |
| ОТК | Отказ от участия                                                   |
| НТР | Прибыл на соревнования, но на трассу не выезжал                    |
| НПР | Был заявлен в числе участников, но не прибыл к началу соревнований |
| О | Соревнования отменены                                              |
| | Не участвовал                                                      |
| Поул-позиция |                                                                    |
| Быстрый круг |                                                                    |